# 孙犁
孙犁（1913年5月11日—2002年7月11日），原名孙树勋，男，河北安平人，中国现当代小说家、散文家。

## 生平
孙犁是河北省安平县孙辽城村人。早年曾当过机关职员、小学教员。抗日战争时期在中国共产党内从事宣传工作，曾任《晋察冀日报》编辑。1940年代发表的文集《白洋淀纪事》是其代表作，其中的小说《荷花淀》运用革命浪漫主义的手法，开创了荷花淀派。
1950年代又发表了《铁木前传》、《风云初记》、《书的梦》等作品。建国后，历任中国作协天津分会副主席、主席，天津市文联名誉主席，中国作协第一至三届理事、作协顾问，中国文联第四届委员。
2002年7月11日晨六点病逝于天津，终年89岁。

## 作品
- 《白洋淀纪事》中国青年出版社1958年4月初版
- 《铁木前传》百花文艺出版社1959年7月初版
- 《风云初记》作家出版社1963年3月初版
- 《书的梦》河北人民出版社1992年3月初版，ISBN 7202011697

文集
- 《孙犁文集》（全8册）百花文艺出版社  2002-10
- 《孙犁全集》（全11卷）人民文学出版社  2004-07